# Lake Monsters du Vermont
Les Lake Monsters du Vermont (en anglais : Vermont Lake Monsters), autrefois les Expos du Vermont (en anglais : Vermont Expos), sont une équipe de baseball universitaire basée à Burlington au Vermont (États-Unis). Les matchs à domicile se jouent au Centennial Field sur le campus de l'Université du Vermont.
Les Expos, puis Lake Monsters maintiennent un statut d'affiliation aux ligues majeures jusqu'à la dissolution de la New York - Penn League en 2020. De 1977 à 2004, l'équipe est associée aux Expos de Montréal. La franchise de la Ligue majeure déménage à Washington D.C. pour devenir les Nationals de Washington ; l'équipe opte alors pour le nom de Lake Monsters. En 2010, les Lakes Monsters s'afflilient avec les Athletics d'Oakland.
Le 16 août 2005, l'équipe a été mise en vedette sur ESPN lors de l'émission SportsCenter, en tant que segment du programme 50 états en 50 jours.

## Histoire

### Expos du Vermont
En 1993, l'homme d'affaires Ray Pecor, propriétaire de la Lake Champlain Transportation Company à Burlington depuis 1976, achète les droits de la franchise des Expos de Jamestown et l'installe à Burlington. Le nom "Expos" est conservé et les Expos du Vermont jouent leur premier match au Centennial Field le 16 juin 1994. 5 000 fans sont présents pour assister à la défaite des Expos 6-5 face aux Pittsfield Mets.
Les Expos de Montréal annoncent le 29 septembre 2004 le déménagement de la franchise à Washington, D.C. à l'issue de la saison. Ils changent de nom et deviennent les Nationals de Washington. Les clubs de Ligue mineure ont 60 jours après la fin de la saison pour changer les noms de leurs équipes. Le Vermont n'avait pas assez de temps pour modifier son nom et garde celui des Expos en 2005.

Le club dispute son dernier match sous le nom d'Expos le 8 septembre 2005. La franchise était le dernier club de baseball professionnel à porter le nom des Expos. Le stade du club, le Centennial Field, est situé à 100 miles du dernier stade des Expos de Montréal, le stade olympique de Montréal. Jusqu'en 2005, Montréal était le stade MLB le plus proche de la ville de Burlington.
Le 22 juillet 2005, les Expos du Vermont rendent hommage à la promotion des Expos et honorent Andre Dawson au Centennial Field. Un deuxième hommage est rendu, honorant le lanceur Dennis Martinez et les joueurs portent les uniformes des Expos pendant la rencontre. Un troisième hommage honore Tim Wallach en août 2007.

### Lake Monsters du Vermont
Pendant l'année 2005, le club décide de changer de nom et sollicite les supporters locaux. Après 30 000 suggestions, dont les plus populaires étaient « Green Mountain Boys » et « Lakemonsters » d'après le New York Times, le club choisi le nom de Lake Monsters et dévoile en novembre les nouvelles couleurs et uniformes de l'équipe. Les couleurs rouge, blanc et bleu des Expos sont remplacées par le bleu navy, le bleu columbia et le vert. Le nom fait référence à Champ, le légendaire monstre du lac Champlain qui était la mascotte du club depuis 1994.
Les Lake Monsters du Vermont jouent leur dernière saison au sein de l'organisation des Nationals de Washington en 2010. Mi-septembre de cette année, les Nationals signent les Auburn Doubledays pour remplacer les Lake Monsters comme équipe affiliée. Fin septembre, les Athletics d'Oakland signent un contrat de deux ans avec le Vermont pour intégrer l'équipe au sein de leur franchise. C'est la première fois en 14 ans d'histoire que les Lake Monsters ne sont pas affiliés aux Expos ou au Nationals. Le Vermont dispute sa première saison sous la bannière des A's d'Oakland en 2011.

## Palmarès
| Saison | Victoires | Défaites | Classement | Play-offs       |
| ------ | --------- | -------- | ---------- | --------------- |
| 1994   | 42        | 33       | 5e         |                 |
| 1995   | 49        | 27       | 1er        | Finale de ligue |
| 1996   | 48        | 26       | 1er        | Champion        |
| 1997   | 35        | 41       | 11e        |                 |
| 1998   | 36        | 40       | 8e         |                 |
| 1999   | 33        | 43       | 12e        |                 |
| 2000   | 45        | 30       | 4e         |                 |
| 2001   | 28        | 47       | 12e        |                 |
| 2002   | 30        | 45       | 12e        |                 |
| 2003   | 19        | 56       | 14e        |                 |
| 2004   | 34        | 38       | 7e         |                 |
| 2005   | 28        | 48       | 13e        |                 |

| Saison | Victoires | Défaites | Classement | Play-offs       |
| ------ | --------- | -------- | ---------- | --------------- |
| 2006   | 23        | 52       | 14e        |                 |
| 2007   | 38        | 37       | 6e         |                 |
| 2008   | 33        | 42       | 11e        |                 |
| 2009   | 34        | 41       | 10e        |                 |
| 2010   | 36        | 38       | 9e         |                 |
| 2011   | 39        | 35       | 6e         | Demi-finales    |
| 2012   | 33        | 43       | 10e        |                 |
| 2013   | 33        | 43       | 12e        |                 |
| 2014   | 33        | 43       | 12e        |                 |
| 2015   | 33        | 42       | 11e        |                 |
| 2016   | 28        | 48       | 13e        |                 |
| 2017   | 42        | 33       | 4e         | Finale de ligue |
| 2018   | 39        | 37       | 6e         |                 |

## Gérant
- 1994 :  Terry Kennedy
- 1995 :  Jim Gabella
- 1996-1997 :  Kevin Higgins
- 1998-1999 :  Tony Barbone
- 2000 :  Tim Leiper
- 2001 :  Steve Balboni
- 2002-2003 :  Dave Barnett
- 2004 :  Jose Alguacil
- 2005-2006 :  Bobby Williams
- 2007 :  Darnell Coles
- 2008 :  Ramon Aviles
- 2009-2010 :  Jeff Garber
- 2011-2013 :  Rick Magnante
- 2014 :  David Newhan
- 2015- :  Aaron Nieckula

## Joueurs notables
- Ken Griffey, Jr. (1988, Mariners de Seattle)
- Geoff Blum (1994, Astros de Houston)
- Orlando Cabrera (1995, Reds de Cincinnati)
- Michael Barrett (1995, Padres de San Diego)
- Milton Bradley (1997, Mariners de Seattle)
- Jorge Julio (1998, Braves d'Atlanta)
- Wilson Valdez (1999, Phillies de Philadelphie)
- Jason Bay (2000, Mets de New York)
- Brandon Watson (2000, AAA Lehigh Valley Iron Pigs ; record de coup sûr dans 43 matchs d'affilée en 2007)
- Jason Bergmann (2002, Nationals de Washington)
- Darrell Rasner (2002, Yankees de New York)
- John Lannan (2005, Nationals de Washington)
- Danny Espinosa (2008, Nationals de Washington)